# Glenea sangirensis
Glenea sangirensis är en skalbaggsart som beskrevs av Stefan von Breuning 1958. Glenea sangirensis ingår i släktet Glenea och familjen långhorningar.
Artens utbredningsområde är:
- Filippinerna.
- Sulawesi.

Inga underarter finns listade i Catalogue of Life.